# كأس أمم أوقيانوسيا تحت 20 سنة 2016
كأس أوقيانوسيا للأمم تحت 20 سنة 2016 هو الموسم 21 من كأس أوقيانوسيا للأمم تحت 20 سنة. أشرف على تنظيمه اتحاد أوقيانوسيا لكرة القدم، وكان عدد الأندية المشاركة فيه 11، وفاز فيه منتخب نيوزيلندا لكرة القدم.